# Relaciones Chile-Jordania
Las relaciones Chile-Jordania son las relaciones internacionales entre la República de Chile y el Reino Hachemita de Jordania. 

## Historia
Chile y Jordania establecieron relaciones diplomáticas en 1954. Dos años después se estableció una representación chilena en Amán. Los primeros tratados bilaterales entre Chile y Jordania datan de 1977, cuando se suscribió en Amán un convenio sobre transporte aéreo. Cuatro años después, se firmó un convenio básico de cooperación económica, técnica y cultural, mientras que en 1997 se suscribió un convenio de exención de visas para titulares de pasaportes diplomáticos y oficiales.
En 2008, efectuaron una visita de Estado a Chile el rey de Jordania, Abdalá II Al Hussein y la reina Rania Al-Yassin, oportunidad en que ambos países firmaron acuerdos bilaterales en materia de turismo, obras públicas, inversiones, comercio e industria, y se suscribió además el programa ejecutivo para la cooperación científica y cultural, y se creó el Consejo Empresarial Chileno–Árabe. Posteriormente, a inicios de 2010, el príncipe jordano Hassan bin Talal, acompañado de su esposa la princesa Saravath al-Hassan, realizó una visita a Chile, oportunidad en la sostuvo encuentros con diversas autoridades, parlamentarios, académicos, empresarios y representantes de la comunidad árabe en las ciudades de Santiago, Valparaíso y Valdivia. El año siguiente, el presidente chileno Sebastián Piñera realizó una visita de trabajo a Amán para reunirse con el rey Abdalá II. En la ocasión, ambos jefes de Estado sostuvieron un encuentro privado en el cual pasaron revista a la relación bilateral y a los temas más relevantes de la agenda regional e internacional. Posteriormente, tuvo lugar una reunión ampliada entre ambas delegaciones.
En noviembre de 2015, ambos países sostuvieron una primera reunión de consultas políticas, a través de sus respectivas cancillerías.

## Relaciones económicas
En materia económica, el intercambio comercial entre ambos países ascendió a los 6 millones de dólares estadounidenses en 2023, significando un -15,1% de crecimiento promedio anual en los últimos cinco años. Los principales productos exportados por Chile a Jordania fueron peras frescas, uvas secas, kiwis y salmones, mientras que Jordania mayoritariamente exporta al país sudamericano distintas prendas de vestir de fibras sintéticas y algodón, y abonos minerales o químicos.

## Misiones diplomáticas
- Chile tiene una embajada en Amán.
- Jordania tiene una embajada en Santiago de Chile.